# Доган, Селина
Селина Доган (тур. Selina Doğan) (имя при рождении Селина Озузун (тур. Selina Özuzun), род. 1 января 1977, Стамбул) — турецкий политик армянского происхождения.

## Биография
Родилась 1 января 1977 года в Стамбуле. Окончила французский лицей Нотр-дам-де-Сион в Стамбуле, затем Галатасарайский университет. Затем получила степень магистра в стамбульском университете Бильги. Поле окончания университета работала в юридической фирме, защищающие права этнических меньшинств Турции.
В июне 2015 года Селина Доган стала одним из кандидатов в парламент, выдвинутых республиканской народной партией. Она была выдвинута после того, как Кемаль Кылычдароглу согласился с предложением обществ, представляющих национальные меньшинства Турции, выдвинуть в парламент их представителей.
7 июня 2015 года Селина Доган была избрана в парламент, она стала одной из немногих представителей коренного армянского населения, избиравшихся в парламент турецкой республики. Помимо Доган, в парламент тогда были избраны ещё двое этнических армян, Гаро Пайлан и Маркар Есаян. Помимо Гермине Калустян, назначенной военными в Учредительное собрание Турции, после переворота 1960 года, Селина Доган стала первой этнической армянкой, избранной в парламент турецкой республики.
Селина Доган не была выдвинута от Республиканской народной партии на выборах 2018 года.

### Личная жизнь
Замужем, двое детей.